# Frank Williams (basquetebolista)
Frank Williams (Peoria, 25 de fevereiro de 1980) é um ex-jogador norte-americano de basquete profissional que atuou na  National Basketball Association (NBA). Foi o número 25 do Draft de 2002.